# The Flying Lizards
The Flying Lizards waren eine britische Musikgruppe, die vor allem in den 1980er Jahren wirkte. Die Musik blieb weitgehend avantgardistisch und wird zum Postpunk gerechnet.

## Geschichte
The Flying Lizards wurden vom Produzenten David Cunningham gegründet und geleitet. Die Gruppe bildete einen losen Zusammenschluss von Avantgarde- und frei improvisierenden Musikern wie David Toop und Steve Beresford als Instrumentalisten, Deborah Evans-Stickland, Patti Palladin und Vivien Goldman als Hauptsängern. Weitere Bandmitglieder waren Michael Upton, Julian Marshall (zuvor bei Marshall Hain), David Cunningham, Bob Black, Robert Fripp und Peter Laurence Gordon.
Im August 1979 trat die Band zweimal bei BBC in Top of the Pops mit ihrer Hit-Single Money (That’s What I Want) auf, die im Oktober 1979 unter die Top 40 der britischen Charts kam. Im Februar 1980 erschien die Nachfolgesingle TV. Der Plattenvertrag wurde von Virgin Records nach dem Erfolg von Money verlängert und erweitert. 1980 veröffentlichte die Gruppe ihr Debütalbum The Flying Lizards. Das Album enthielt zwei von Goldman geschriebene und gesungene Songs, Her Story und The Window sowie postmoderne Coverversionen von Eddie Cochrans Summertime Blues und Money.
Das 1981 erschienene Album Fourth Wall wurde von Kritikern gelobt, verkaufte sich aber nicht gut. Das Album Top Ten (1984) mit der Sängerin Sally Peterson, veröffentlicht auf dem Statik-Label, bestand ausschließlich aus Coverversionen, die in einem ähnlich bewusst emotionslos gehaltenen Roboter-Stil gesungen wurden, der vom NME als Sloane Rap bezeichnet wurde. Darunter waren z. B. James Browns Sex Machine und Dizzy Miss Lizzy sowie eine Version von Leonard Cohens Suzanne. Cunningham und Peterson arbeiteten gemeinsam an Musikproduktionen für Film und Werbung, die nach dem Album Top Ten veröffentlicht wurden, darunter eine Neuaufnahme von Money.
Die Version der Flying Lizards von Barrett Strongs Song Money blieb sehr beliebt und wurde in den Soundtracks von Filmen wie „The Wedding Singer“, „Empire Records“, „Drei Engel für Charlie“, „23 – Nichts ist so wie es scheint“ und „Lord of War – Händler des Todes“ eingesetzt. In der von Emmies und Golden Globes preisgekrönten US-amerikanische Fernsehserie Nip/Tuck und dem Nachfolger des britischen TV-Dramas „Life on Mars – Gefangen in den 70ern“, dem Film „Ashes to Ashes – Zurück in die 80er“ wurde „Money“ ebenso eingesetzt. In einem US-Werbespot für Taco Bell wurde der Song 2011 nochmals verwendet.
Ein Dub-Instrumentalalbum „The Secret Dub Life of the Flying Lizards“ wurde 1978 von David Cunningham aufgenommen und schließlich im Jahr 1996 veröffentlicht. Die ersten beiden Alben „The Flying Lizards“ und „Fourth Wall“ wurden 2010 wiederveröffentlicht.

## Diskografie

### Alben
- The Flying Lizards, 1979
- Fourth Wall, 1981
- Top Ten, 1984
- The Secret Dub Life of the Flying Lizards, 1996

### Singles
- Summertime Blues, 1978
- Money (That’s What I Want), 1979
- TV, 1979
- The Laughing Policeman, 1980
- Move On Up, 1981
- Hands 2 Take, 1981
- Lovers and Other Strangers, 1981
- Get Up (I Feel Like Being A) Sex Machine, 1984
- Dizzy Miss Lizzy, 1984
- Money/T.V., 1988